# Batman: Gothic
Batman: Gothic («Бэтман: Готика»), также известный как Gothic: A Romance — комикс про Бэтмена, опубликованный в ежемесячной серии «Legends of the Dark Knight» в 1990-м году и переизданный позже под одной обложкой. Комикс создан сценаристом Грантом Моррисоном и художником Клаусом Янсоном. Это вторая работа Моррисона о Бэтмене после его графического романа Arkham Asylum: A Serious House on Serious Earth. За следующий сюжет о Бэтмене — Batman and Son, Моррисон возьмётся лишь пятнадцать лет спустя.
Batman: Gothic — это вторая сюжетная арка в серии Legends of the Dark Knight.

## Сюжет
Когда на руководителей готэмской мафии начинает охотиться неизвестный, они обращаются к Бэтмену за помощью. Неохотно начав расследование личности и мотивов убийцы, Бэтмен раскрывает разные грязные тайны из прошлого Готэма, древний договор с дьяволом, а также забытый эпизод из своего детства.

## Художественные особенности
Название сюжета является отсылкой к готической архитектуре.
В «Готике» Моррисон объединил элементы из разных произведений культуры.
Начало истории с расследованием убийства напоминает «М» — классический фильм жанра нуар. Древний договор между Манфредом и Дьяволом является реминисценцией сделки Фауста из немецкого фольклора. Имя главного антагониста — Манфред — это отсылка к поэме Байрона «Манфред», герой которой, сталкиваясь с высшими силами, отказывается им подчиняться и умирает в конце без искупления грехов.

## Критика
IGN поставил Batman: Gothic в список 25 величайших графических романов о Бэтмене на 16-е место, отметив также, что «Готика — это не только новый поворот в происхождении Брюса Уэйна, но также это мрачный, тревожный рассказ, который отлично подходит Темному Рыцарю», что это «хорошее соединение жанров супергероики и хоррора».

## Коллекционное издание
История была переиздана под одной обложкой.
- Gothic (включает в себя Legends of the Dark Knight #6-10, DC Comics, 1998, ISBN 1-56389-028-3, 2007, ISBN 1-4012-1549-1)